# Явожинка
Явожи́нка (пол. Jaworzynka) — село в Польше, в гмине Истебна Цешинского повета Силезского воеводства.
Площадь села составляет 2215 га, а население — 3300 человек, что даёт плотность населения 149,0 чел/км².

## География
Село Явожинка расположено в Силезских Бескидах, в долинах рек водосбора Чёрного моря — Кренжелки и Чадечки, а также на окружающих их хребтах. Граничит с Истебной с севера и Конякувом с северо-востока. В южной части села сходятся границы трёх стран: Польши, Словакии и Чехии. На востоке и юго-востоке граничит со Словакией через деревни Скалите и Черне. На западе граничит с Чехией через города Грчава и Буковец.
В южной части села, в Тшикатеке, находится точка пересечения границ Польши, Словакии и Чехии. До тех пор, пока эти страны не присоединились к Шенгенскому соглашению 21 декабря 2007 года, здесь существовал тройной погранпереход, в том числе польский: Явожинка—Грчава и Явожинка—Черне.

## История
Впервые упоминается в 1620 году, по другим данным — в 1621 году. Название села имеет топографическое происхождение, происходит от названия белого клёна (польский: пол. Jawor, явор) и представляет собой уменьшительную форму от Jaworzyna.